# 옌핑향

옌핑향의 위치

옌핑향(한국어: 연평향, 중국어: 延平鄉, 병음: Yánpíng Xiāng)은 중화민국 타이둥현의 향이다. 넓이는 455.8805km2이고, 인구는 2015년 8월 기준으로 3,569명이다.

## 지리
옌핑향은 타이둥현 서부 중단에 위치하고 북쪽은 하이돤향과 북쪽 및 동쪽은 루예향과 동쪽은 둥허향과 서쪽은 가오슝현 마오린향, 핑둥현 우타이향과 남쪽은 베이난향과 각각 접하고 있다. 중양산맥에 위치하고 전 면적의 95%가 산지이며 평균 해발도 400m이상이다. 주민의 상당수는 원주민인 부눈족이 차지하고 있다.

## 역사
옌핑향은 예부터 루카이족의 사낭터였지만, 청대의 가경 연간에 난터우 일대의 산지에 거주하고 있던 부눈족이 이주해 현재의 주민의 조상이 되었다. 일본 통치 시대에 이곳은 다이토청 간잔군의 번지로 지정되어 경찰에 의한 관리가 행해지고 있었다. 1941년에 부눈족은 현재의 루산촌(鷺山村)으로 이주 당했다. 전후에는 타이둥현 루예향의 일부였지만, 1946년에 분할되어 '연평군왕 정성공'과 연관된 옌핑으로 명명되었다.